# Chrysippos
 For alternative betydninger, se Chrysippos (flertydig). (Se også artikler, som begynder med Chrysippos)
Chrysippos  fra Soli (Græsk: Chrysippos ho Soleus, Χρύσιππος ὁ Σολεύς), ca. 279 f.Kr. – ca. 206 f.Kr., var en stoisk filosof.
Chrysippos var fra Soli, men flyttede til Athen som ung mand, hvor han blev elev af stoikeren Kleanthes.
Ifølge Apollodorus døde han 73 år gammel under den 143. Olympiade (208 f.Kr. - 204 f.Kr.) Han må derfor være født mellem 281 og 277. Da Kleanthes døde omkring 230, blev Chrysippus den tredje skolark for den stoiske skole. Chrysippus skrev mange værker og udviklede stoicismens grundlæggende ideer som Zenon fra Kition havde opstillet. Han fik derfor titlen Stoicismens anden grundlægger.
Chrysippos var særlig dygtig til logik, erkendelsesteori, etik og stoisk fysik. Han skabte et domslogisk system for bedre at kunne forstå universets orden og menneskehedens rolle i det. Han havde et deterministisk syn på skæbnen, men han mente alligevel. at personlig frihed havde en rolle for tænkningen og handlingen. Etik mente han afhang af forståelsen af universets natur, og han underviste i en terapi, der kunne fjerne de lidenskaber, som ødelægger sjælen. Han var meget vigtig for at stoicismen, som blev en af de mest indflydelsesrige filosofiske skoler i flere hundrede år, både i Grækenland og i Romerriget.

## Liv
Chrysippus var søn af Apollonius fra Tarsus og blev født i Soli i Cilicia. Han var fysisk lille og det siges at han trænede langdistanceløb. I sin ungdom mistede han sin formue da de ejendomme han havde arvet blev konfiskeret af kongen.
Chrysippos flyttede til Athen, hvor han blev discipel af Kleanthes, der var leder (scholark) af den stoiske skole. Det siges at han også fulgte kurser hos Arkiselaos og hans efterfølger Lakydes fra Cyrene i Platons akademi. Chrysippos var en entusiastisk studerende i det stoiske system og han havde et godt ry som intellektuel i samtiden. Han var kendt for intellektuelt vovemod og selvtillid og hans tillid til sig selv viste sig bl.a. ved at han skal have sagt til Kleanthes "Giv mig principperne og jeg finder selv beviserne." Da Kleanthes døde omkring 230 f.Kr. blev han skolens nye leder.
Chrysippos var meget produktiv. Det siges at han sjældent skrev mindre end 500 linjer på en dag. og at han udgav mere end 705 værker. Hans ønske om at være fyldestgørende betød at han altid ville se en sag fra to sider og hans kritikere beskyldte ham for at fylde sine bøger ud med citater fra andre. Han blev omfattet som diffus og svær at forstå, men han var meget respekteret for sine evner og blev set som en af skolens vigtigste autoriteter.
Han døde under den 143. olympiade da han var 73. Diogenes Laertius giver to forskellige beretninger om hans død. I den første beretning blev han svimmel efter at have drukket ufortyndet vin til en fest og døde hurtigt bagefter. I den anden beretning så han på et æsel der spiste figner og råbte: "Giv æselet noget ren vin så det kan skylle fignerne ned" hvorefter han døde af latter. Hans nevø Aristokreon rejste en statue i hans ære i Kerameikos. Chrysippos efterfulgtes af Zeno fra Tarsus som leder af skolen.